# Miroslav Vápeník
Miroslav Vápeník (* 25. srpna 1976) je bývalý český fotbalista, obránce.

## Fotbalová kariéra
V lize hrál za AC Sparta Praha, FK Viktoria Žižkov a 1. FK Příbram. V lize nastoupil ve 27 utkáních a dal 1 gól. Se Spartou získal v roce 1994 mistrovský titul. V nižších soutěžích hrál i za AC Sparta Praha B, FK Turnov, FK Chmel Blšany, SK Čechie Karlín, Admira/Slavoj, FK Slavoj Vyšehrad, FC Dragoun Břevnov, SK Aritma Praha a FK Brandýs nad Labem.

## Ligová bilance
| Ročník                          | Zápasy | Góly | Klub               |
| ------------------------------- | ------ | ---- | ------------------ |
| 1. česká fotbalová liga 1993/94 | 2      | 0    | AC Sparta Praha    |
| 1. česká fotbalová liga 1996/97 | 15     | 0    | FK Viktoria Žižkov |
| 1. Gambrinus liga 1997/98       | 2      | 0    | FK Viktoria Žižkov |
| 1. Gambrinus liga 1998/99       | 8      | 1    | 1. FK Příbram      |
| CELKEM                          | 27     | 1    |                    |